# Federatie van gemeenten
Een federatie van gemeenten is in België een alternatief voor een fusie van gemeenten. Ze werd in 1971 ingevoerd als tussenoplossing en is een extra bestuursniveau dat taken van de gemeenten overneemt.
De mogelijkheid volgde uit toenmalig artikel 108bis en huidig artikel 165 van de Belgische Grondwet.
De wet van 26 juli 1971 bepaalde de organisatie van de agglomeraties en federaties van gemeenten: 
- Elke gemeente die geen deel uitmaakte van een agglomeratie, kon wel deel uitmaken van een federatie.
- Er werd onderscheid gemaakt tussen randfederaties (die zich naast een agglomeratie bevinden) en overige federaties.

Alleen in en rond Brussel werden deze effectief opgericht: samen met de agglomeratie voor de 19 Brusselse gemeenten werden ook vijf Randfederaties opgericht. Hun raden werden op 21 november 1971 verkozen (tegelijk met de parlements- en provincieraadsverkiezingen van 1971).
De vijf randfederaties rond Brussel (in de Brusselse Rand) waren als volgt:
| Randfederatie           | Aantal gemeenten                                                                             | Aantal verkozen raadsleden |
| ----------------------- | -------------------------------------------------------------------------------------------- | -------------------------- |
| Randfederatie Asse      | 25 gemeenten (waaronder de faciliteitengemeente Wemmel)                                      | 27 leden                   |
| Randfederatie Halle     | 22 gemeenten (waaronder de faciliteitengemeenten Drogenbos, Linkebeek en Sint-Genesius-Rode) | 27 leden                   |
| Randfederatie Vilvoorde | 15 gemeenten                                                                                 | 27 leden                   |
| Randfederatie Zaventem  | 13 gemeenten (waaronder de faciliteitengemeenten Kraainem en Wezembeek-Oppem)                | 23 leden                   |
| Randfederatie Tervuren  | 11 gemeenten                                                                                 | 19 leden                   |

De wet van 30 december 1975 schafte de randfederaties af, naar aanleiding van de gemeentefusies van 1976.